# 392. (kroatische) Infanterie-Division
La 392. Infanterie-Division fu un'unità della Wehrmacht che, durante la seconda guerra mondiale, venne formata con truppe locali per compiere repressioni contro i partigiani in Croazia. Distrutta nel tentativo di ritirarsi, perse il suo comandante, il generalleutenant Mickl, morto il 10 aprile 1945 in seguito a gravi ferite subite il giorno prima.